# Витебский троллейбус
Витебский троллейбус (бел. Вiцебскi тралейбус) — троллейбусная система в Витебске. Открыта 1 сентября 1978 года. По состоянию на октябрь 2024 года действует 17 маршрутов, в том числе 6 маршрутов (1 временный), обслуживаемых троллейбусами с увеличенным автономным ходом. Все маршруты обслуживаются единственным троллейбусным парком. В 2019 году троллейбусы перевезли 45 млн пассажиров.
Практически вся сеть, за исключением участка у железнодорожного вокзала и улицы Титова, расположена на левом берегу Двины.

## История
Первый витебский троллейбус (ЗИУ-682 № 001) вышел на линию в 11:36 1 сентября 1978 года. В открытии принимали участие председатель и члены облисполкома, строители и учащиеся 3 «Д» класса школы № 31.
13 октября 1980 года был открыт троллейбусный маршрут № 2, связывавший железнодорожный вокзал с площадью Ленина, а в 1983 году был открыт третий маршрут, тогда связывавший проспект Фрунзе и железнодорожный вокзал.
В 1986 году открыт маршрут № 4 «Троллейбусный парк — Смоленский рынок», в июле 1992 года — № 5 «Железнодорожный вокзал — улица Лазо», в марте 1995 — № 6 «проспект Фрунзе — улица Терешковой». Во время ремонта Кировского моста в 2004 году был открыт маршрут № 7. После ремонта он был упразднён, но уже в 2010 году восстановлен.
В 2006 году в город прибыли два новых троллейбуса Белкоммунмаш 321 № 143 и 144.
В 2005 году открыт маршрут № 8, в 2013 — № 9 и № 10.
В 2009 году сообщалось о вводе экскурсионных трамвайного и троллейбусного маршрутов.
23 июня 2017 года начал работу 11 маршрут, который связал микрорайон Медцентр с железнодорожным вокзалом через улицу Воинов-Интернационалистов и проспект Черняховского (построенная трасса). Для обслуживания маршрута планируется закупить не менее 8 дополнительных единиц подвижного состава.
15 ноября 2018 года открыт 12 маршрут, который связал микрорайон Билево-3 с железнодорожным вокзалом через улицу Богатырева, ул. Терешковой, пр. Фрунзе. Для обслуживания маршрута закуплены специальные троллейбусы модели АКСМ 32100D, которые могут двигаться с помощью автономного хода до 15 км.
1 марта 2019 года в тестовом режиме открыт новый троллейбусный маршрут № 13, который соединил микрорайон «Фрунзе» через проспект Фрунзе и улицу Титова на время закрытия трамвайного движения по ней. Маршрут обслуживают троллейбусы модели АКСМ 32100D, которые могут двигаться с помощью автономного хода до 15 км. На дату открытия маршрута в тестовом режиме пущен 1 троллейбус.
21 июля 2020 в связи с ремонтом улицы Гагарина и сворачиванием трамвайных путей пущен маршрут № 14 заменивший трамвайный маршрут № 5 и идёт от микрорайона Фрунзе до конца улицы Гагарина через проспект Людникова.
2 сентября 2020 года в 17:00 открыт троллейбусный маршрут  № 15. Маршрут движения: ул. 33-й Армии – ул. Генерала Ивановского - пр-т Строителей – пр-т  Черняховского – ул. Ленина – ул. Гагарина – Журжево (конечный остановочный пункт «Котельная Северная»).
5 апреля 2023 года В троллейбусное депо поставлен последний из 10 троллейбусов МАЗ-203Т70. Для троллейбусного маршрута №16. Данный маршрут стал самым протяженным троллейбусным маршрутом города.
С 1 сентября 2023 года был открыт троллейбусный маршрут №16: «Завод КПД – «Черемушки» — ул. Терешковой – пр-т Фрунзе – ул. Ленина – пр-т Черняховского – ул. Воинов-Интернационалистов – ул. П. Бровки – ул. Генерала Ивановского – ул. М. Фрадкина».
С 15 октября 2024 года был открыт временный троллейбусный маршрут №12«б»; «Билево 3- Смоленский рынок» через улицу Богатырёва, Терешковой, проспект Фрунзе и Людникова
| Перевезено пассажиров за год, млн                                                                                              |
| График не отображается по техническим причинам. Чтобы исправить это, воспроизведите график в новом формате, если это возможно. |

| Количество троллейбусов |
| График не отображается по техническим причинам. Чтобы исправить это, воспроизведите график в новом формате, если это возможно. |

## Подвижной состав
Подвижной состав полностью состоит из машин производства завода Белкоммунмаш:
В разные годы работали троллейбусы:
- ЗиУ-682В (1978—2007);
- ЗиУ-682В (В00) (1985—2008);
- КТГ-1 (1980—2001);
- КТГ-2;
- ЗиУ-682В-012 (В0А) (1988—2005);
- ЗиУ-682В-013 (В0В) (1990—2007);
- ЗиУ-682В10 (1988—2007);
- ЗиУ-682Г (Г00) (1991—2007);
- АКСМ-100 (ЗиУ-АКСМ) (1994—2008);
- АКСМ-101 (1995—2010);
- АКСМ-101А (1997—2010);
- АКСМ-101ПС (1998—2010);
- АКСМ-101М (2002—2017);
- БКМ-20100 (1997—2016);
- БКМ-20101 (1998—2019);
- БКМ-201А7 (2004—2019);
- БКМ-42003А «Витовт» (2009);
- БКМ-32102 (с 2006);
- БКМ-32100 (с 2010);
- БКМ-32100D (с 2018);
- БКМ-43300D (с 2019);
- МАЗ-203Т70 (с 2020).
- АКСМ-32100D (Ольгерд) (с 2021)
- МАЗ-215Т (с 2022)

| Кол-во | Кол-во эксплуатирующихся | Модель                |
| ------ | ------------------------ | --------------------- |
| 1      | 1 (как музейный)         | АКСМ-101М             |
| 28     | 14                       | АКСМ-32102            |
| 31     | 28                       | АКСМ-321              |
| 4      | 4                        | АКСМ-32100D (Сябар)   |
| 3      | 3                        | АКСМ-43300D           |
| 20     | 20                       | МАЗ-203Т70            |
| 4      | 4                        | АКСМ-32100D (Ольгерд) |
| 1      | 1 (2-й в мире)           | МАЗ-215Т              |